# Asarkina belli
Asarkina belli är en tvåvingeart som beskrevs av Ghorpade 1994. Asarkina belli ingår i släktet Asarkina och familjen blomflugor. Inga underarter finns listade i Catalogue of Life.